# Anathallis graveolens
Anathallis graveolens là một loài lan.